# 糖皮质类固醇可抑制性醛固酮增多症
糖皮质类固醇可抑制性醛固酮增多症（glucocorticoid remediable aldosteronism，GRA），又名地塞米松可抑制性醛固酮增多症（dexamethasone-suppressible hyperaldosteronism，DSH）或ACTH依赖性醛固酮增多症（ACTH dependent hyperaldosteronism），是一种常染色体显性疾病，表现为促腎上腺皮質激素（ACTH）对醛固酮分泌的促进作用不再是暂时性的。
糖皮质类固醇可抑制性醛固酮增多症是原發性高醛固酮症的病因之一。

## 症状
糖皮质类固醇可抑制性醛固酮增多症患者可能无症状，也可能出现以下症状：
- 疲勞
- 頭痛
- 高血壓
- 低鉀血症
- 间歇性或暂时性瘫痪
- 痙攣
- 肌无力（英语：Muscle weakness）
- 麻木
- 多尿
- 多渴症
- 刺痛
- 高鈉血症
- 代谢性碱中毒（英语：Metabolic alkalosis）